# Ostmilch
Die Ostmilch Handels GmbH mit Sitz in Bad Homburg v.d. Höhe ist ein deutscher Vermarkter von Molkereiprodukten.

## Geschichte
Das Unternehmen wurde 1991 von Jens Tützer und Jürgen Stephani gegründet. 2008 wurde die Milchprodukte Gesellschaft Leonhardt mbH übernommen. Gleichzeitig wurde eine Minderheitsbeteiligung von 40 % an der Uckermärker Milch GmbH erworben.
Im Januar 2015 erwarb die schweizerische Hochdorf Holding AG eine 26 % Beteiligung an der Ostmilch Handels GmbH, den beiden Frischdienst Gesellschaften Ostmilch Frischdienst Magdeburg GmbH, Barleben und Ostmilch Handels GmbH & Co. Frischdienst Oberlausitz KG, Hainichen und einen Anteil von 60 % an der Uckermärker Milch GmbH.
Per 28. Februar 2020 wurden 60 % der Uckermärker Milch GmbH von der Hochdorf Holding AG an die Ostmilch verkauft. Ostmilch wurde dadurch Alleingesellschafter der Uckermärker Milch.

## Gesellschafter
| Name                  | Anteil am Stammkapital |
| --------------------- | ---------------------- |
| Jozef van Waeyenberge | 29,6 %                 |
| Eric Leonhardt        | 29,6 %                 |
| Hochdorf Holding AG   | 26,0 %                 |
| Jens Tützer           | 7,4 %                  |
| Jürgen Stephani       | 7,4 %                  |

Stand: 27. Januar 2024